# اشلین گیر
اشلین گیر (انگلیسی: Ashlyn Gere؛ زاده ۱۴ سپتامبر ۱۹۶۷) بازیگر پورنوگرافی اهل ایالات متحده آمریکا است.